# Adam Sędziwój Czarnkowski
Adam Sędziwój Czarnkowski herbu Nałęcz III (ur. w 1555 roku – zm. 18 września 1627 w Kaliszu) – wojewoda łęczycki, starosta generalny Wielkopolski, starosta pyzdrski, starosta międzyrzecki w 1623 roku, starosta kłecki w 1623 roku, starosta powidzki w 1592 roku, komandor komandorii poznańskiej zakonu maltańskiego.
Urodzony w 1555 jako syn Wojciecha Sędziwoja, kasztelana santockiego, starosty generalnego Wielkopolski i Jadwigi z Gulczewa Sierpskiej.
W młodości, za panowania Stefana Batorego, uczestniczył w wojnach z Moskwą z własnym oddziałem liczącym 40 konnych. Politycznie zaliczał się do obozu Jana Zamoyskiego.
W 1587 roku podpisał elekcję Maksymiliana III Habsburga.
Poseł na sejm pacyfikacyjny 1589 roku z województwa poznańskiego, podpisał traktat bytomsko-będziński. Poseł na sejm 1590 roku z województwa kaliskiego i województwa poznańskiego.
W 1593 po Andrzeju Opalińskim został starostą generalnym Wielkopolski i pełnił tę funkcję do śmierci. Po ojcu od 1593 do 1586 sprawował urząd komandora joannitów w Poznaniu. Był posłem na sejm w 1600 roku. W 1605 został wojewodą łęczyckim. W 1611 pełnił funkcję marszałka Trybunału Głównego Koronnego.
7 października 1606 roku podpisał ugodę pod Janowcem. Zwolennik rządów Zygmunta III Wazy. Przeciwny rokoszowi Zebrzydowskiego, organizował konfederację w Wielkopolsce w obronie króla. Brał udział w wojnach przeciwko Turcji i Szwecji wystawiając własnym sumptem nawet kilkusetosobowe oddziały zbrojnych. Walczył pod Chocimiem w 1621. Zwolennik wojny ze Szwecją. W lipcu 1627 zebrał własnych ludzi i ścigał wojska Mansfelda oraz księcia Bernarda Weimarskiego. W 1627 na sejmiku w Środzie zjednał szlachtę wielkopolską do wojny ze Szwedami.
Pełnił stałą funkcję rozjemcy między magnatami a królem, cieszył się zaufaniem, szlachty, często występował w roli mediatora na sejmach i sejmikach. Kilkukrotnie wybierany przez sejm i króla na komisarza w różnych sprawach m.in. w sprawie lenna pruskiego, ziemi wieluńskiej, w kwestii rozwiązania problemu niepłatnego wojska w Wielkopolsce po wojnach z Moskwą w latach 1612-1615, w 1626 powierzono mu przygotowania do obrony Wielkopolski, Pomorza i Śląska.
Jeden z najbogatszych magnatów w Wielkopolsce, posiadał 3 miasta, 49 wsi oraz części 17 wsi i 2 miast. Ponadto trzymał kilka starostw. W 1579 uzyskał starostwo pyzdrskie, następnie wolmińskie, powidzkie, międzyrzeckie (1617-1627), gnieźnieńskie, pietrzykowskie.
Dobrodziej oraz fundator kościołów i klasztorów. Wspierał finansowo Jezuitów w Krakowie u św. Barbary, Karmelitów Bosych w Poznaniu, Paulinów w Częstochowie. W 1611 przyczynił się do erekcji kolegium jezuickiego w Poznaniu. Ukończył budowę obecnego barokowego kościoła parafialnego w Czarnkowie (1570-1580). W 1615 odzyskał z rąk luterańskich kościół w Pleszewie i go odbudował.
Zmarł 18 września 1627 w Kaliszu w wieku 72 lat, ceremonie pogrzebowe odbyły się 3 IV w Poznaniu, natomiast 5 IV został pochowany w kościele farnym w Czarnkowie. Został złożony w podziemiach kaplicy Biczowania Pana Jezusa w cynowym sarkofagu wykonanym przez poznańskiego konwisarza Jakuba Kanadeja. Wyryto na nim 6 medalionów przedstawiających czyny wojenne Czarnkowskiego oraz zamieszczono portret zmarłego namalowany na miedzianej blasze prawdopodobnie przez Macieja, nadwornego malarza Czarnkowskich. W latach 1925–1926 dokonano konserwacji sarkofagu i dorobiono brakujące wieko. Na pogrzebie mowę wygłosił kaznodzieja jezuicki Mateusz Bembus oraz dominikanin Jacek Choryński.
Trzykrotnie żonaty:
- przed 1586 z Jadwigą z Tomic Iwieńską (zm. po 1595),
- przed 1603 z Anną Zborowską (zm. przed 1615),
- przed 1616 z Katarzyną Leszczyńską (zm. 1639).

Z drugiego małżeństwa miał syna Władysława starostę kłeckiego, pyzdrskiego i bydgoskiego, po którego śmierci, imiennik, Władysław Czarnkowski opublikował w 1623 r. elegijne wiersze; oraz córki: Jadwigę – żona Pawła Działyńskiego, starosty bratiańskiego, Anną – żona Stanisława Przyjemskiego, marszałka nadwornego koronnego.
Z trzeciego małżeństwa miał syna Kazimierza Franciszka, kasztelana poznańskiego, córki: Annę – wyszła za Jana Leszczyńskiego, Teresę – wyszła za Krzysztofa Opalińskiego, wojewodę poznańskiego.